# EMF (gruppo musicale)
Gli EMF sono stati un gruppo musicale dance indie, provenienti dal Regno Unito, popolare soprattutto fra la fine degli anni ottanta e l'inizio degli anni novanta.
Nel corso della loro carriera gli EMF hanno pubblicato quattro album e si sono sciolti per ben tre volte. La seconda volta, nel 2002, il gruppo si è preso una pausa dopo la morte del bassista Zac Foley per overdose, ritornando a lavorare insieme fino al 2009.
Il loro primo singolo Unbelievable, ottenne un enorme successo in Europa e negli Stati Uniti, dove arrivò in vetta alla Billboard Hot 100, lanciando la carriera del gruppo. Il brano fa parte della colonna sonora de Le ragazze del Coyote Ugly.
Il nome "EMF" ufficialmente sta per "Epsom Mad Funkers", ma esistono numerose alternative non ufficiali fra cui "Ecstasy Mother Fuckers", citata dal gruppo durante una esibizione dal vivo del brano EMF.

## Formazione
- James Saul Atkin (voce, chitarra), nato il 28 marzo 1969, a Birmingham.
- Ian Dench (chitarra, tastiere), nato il 7 agosto 1964, a Cheltenham.
- Zachary Sebastian Rex James Foley (basso), nato il 9 dicembre 1970, a Gloucester; morto il 2 gennaio 2002.
- Derry Brownson (tastiere e campionamenti), nato il 10 novembre 1970, a Gloucester.
- Mark Decloedt (batteria), nato il 26 giugno 1967, a Gloucester.

## Discografia
Album in studio
- 1991 - Schubert Dip
- 1992 - Stigma
- 1995 - Cha Cha Cha
- 2022 - Go Go Sapiens

Raccolte
- 2001 - The Best Of EMF: Epsom Mad Funker

EP
- 1992 - Unexplained

Singoli
- 1991 - Unbelievable
- 1991 - Lies
- 1991 - I Believe
- 1991 - Children
- 1992 - Search and Destroy
- 1992 - Getting Through
- 1992 - They're Here
- 1992 - It's You
- 1995 - Perfect Day
- 1995 - Bleeding You Dry
- 1995 - I'm a Believer
- 1995 - Afro King